# 卡龙
卡龙（法語：Caromb，法語發音：[kaʁɔ̃]）是法国普罗旺斯-阿尔卑斯-蓝色海岸大区沃克吕兹省的一个市镇，属于卡庞特拉区。

## 地理
卡龙（44°6'40"N, 5°6'28"E）面积17.98 平方千米，位于法国普罗旺斯-阿尔卑斯-蓝色海岸大区沃克吕兹省，该省份为法国东南部内陆省份，北起德龙省，西北接阿尔代什省，西接加尔省，南至罗讷河口省，东南角与瓦尔省接壤，东临上普罗旺斯阿尔卑斯省。
与卡龙接壤的市镇（或旧市镇、城区）包括：马藏、勒巴鲁、卡庞特拉、马洛塞讷、莫代讷、圣伊波利特-勒格拉韦龙。

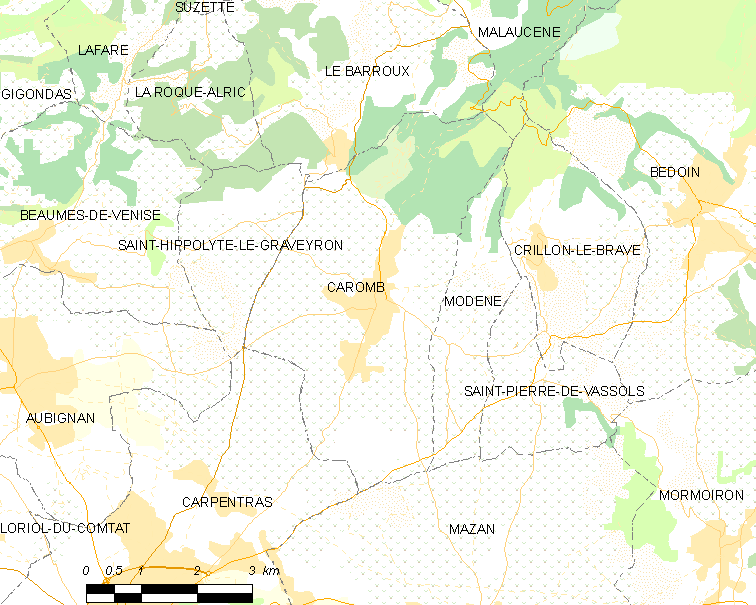
卡龙的OSM定位图

卡龙的时区为UTC+01:00、UTC+02:00（夏令时）。

## 行政
卡龙的邮政编码为84330，INSEE市镇编码为84030。

## 政治
卡龙所属的省级选区为蒙特县。

## 人口

1962-2008年间卡龙人口变化图示

卡龙于2022年1月1日时的人口数量为3469人。